# Laura Bassi
Laura Maria Caterina Bassi Veratti, o Verati; nota anche come Laura Bassi o Laura Bassi Veratti (Bologna, 29 ottobre 1711 – Bologna, 20 febbraio 1778) è stata una fisica italiana, nota perché fu una delle prime donne laureate in Italia e, in età moderna, la prima al mondo a ottenere una cattedra universitaria.

## Biografia

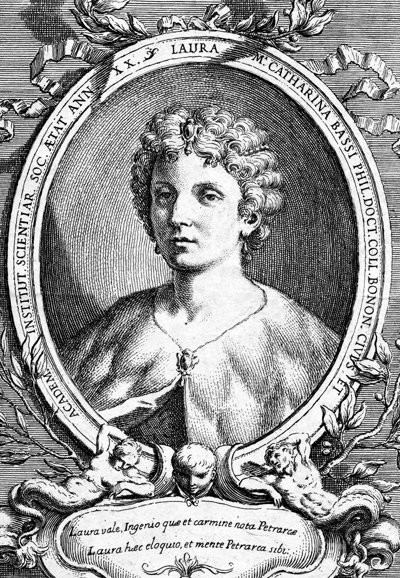
Ritratto di Laura Bassi

Nacque a Bologna, allora territorio dello Stato Pontificio, da genitori di Scandiano: Giuseppe Bassi, “dottore di legge”, e Maria Rosa Cesari. Date le sue eccezionali doti intellettuali, la famiglia riuscì a impartirle un'educazione privata, affidandola a Gaetano Tacconi (docente di biologia, storia naturale e medicina). Fu lo stesso Tacconi a chiedere alla famiglia di poterla istruire in logica, metafisica, fisica e psicologia, materie di studio nei collegi e nelle università, tutte istituzioni che ella, in quanto donna, non poteva frequentare. Il 17 aprile 1732, a soli vent'anni, la Bassi difese con successo 49 tesi per diventare una delle prime donne in Europa a ricevere, in Età moderna, un titolo dottorale.
Il 12 maggio 1732, su decisione del Senato accademico e grazie ai buoni uffici del cardinale Prospero Lambertini (futuro papa Benedetto XIV), l'Università di Bologna le conferì la laurea in filosofia e le assegnò, per la stessa materia, una libera docenza. Nello stesso anno fu aggregata al collegio dei dottori di filosofia.
Il 27 giugno discusse una tesi di filosofia naturale con lo scopo di ottenere un'altra libera docenza. Il 29 ottobre ricevette dal Senato la cattedra onoraria di filosofia con uno stipendio di 500 lire. Causa sexus, poté insegnare solo in speciali occasioni, su permesso dei superiori, come durante le visite di principi e alti prelati. Il 17 dicembre del 1732 tenne una solenne prima lezione nel teatro anatomico dell'Archiginnasio di Bologna.
Dal 1734 fu invitata a partecipare all'annuale cerimonia dell'Anatomia Pubblica. Nel 1738 si sposò con il medico Giuseppe Veratti, lettore di fisica particolare nell'università, scelto anche perché le aveva promesso che non avrebbe ostacolato i suoi studi. Dalla coppia nacquero otto figli, di cui solo cinque sopravvissuti. Nel 1745 fu nominata da papa Benedetto XIV accademica benedettina, nonostante l'opposizione dei colleghi, con una pensione di 100 lire l'anno: il pontefice istituì per lei un 25º posto, in origine non previsto.

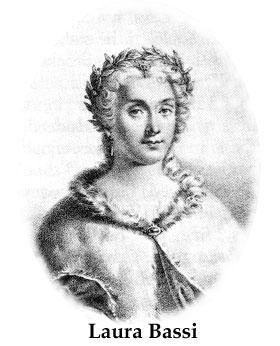

Nel 1749 avviò con grande successo corsi di fisica sperimentale. Le lezioni si tennero nella sua casa, nel laboratorio allestito insieme al marito. Dal momento che a Bologna era l'unico corso sulla disciplina ed era frequentato soprattutto da studenti dell'università, il Senato accademico ne riconobbe l'utilità pubblica e assegnò a Laura Bassi uno stipendio di 1000 lire, uno dei più alti dell'università felsinea. Dal 1766 cominciò a insegnare fisica sperimentale agli alunni del Collegio Montalto di Bologna.
Laura Bassi era una seguace delle teorie newtoniane e cercò di applicarle in molteplici campi di ricerca, in particolare alla fisica elettrica, di cui divenne, assieme con il marito, uno dei principali cultori italiani. Era inoltre in stretto contatto con Giovanni Battista Beccaria, l'abate Jean Antoine Nollet, Felice Fontana e Alessandro Volta, e fu insegnante di Lazzaro Spallanzani, che le era cugino.
Grazie alla stima che si era procurata con le sue ricerche e la sua attività didattica, riuscì a farsi assegnare, nel 1776, la cattedra di professore di fisica sperimentale nell'Istituto delle Scienze, finalmente senza alcuna limitazione dovuta al sesso. Padroneggiava perfettamente il francese, che usava sia per discutere con i suoi visitatori sia nelle dimostrazioni sperimentali a beneficio di stranieri.
Morì a Bologna, nel 1778, a 66 anni. È sepolta nel Monastero del Corpus Domini di Bologna.

## Intitolazioni e riconoscimenti

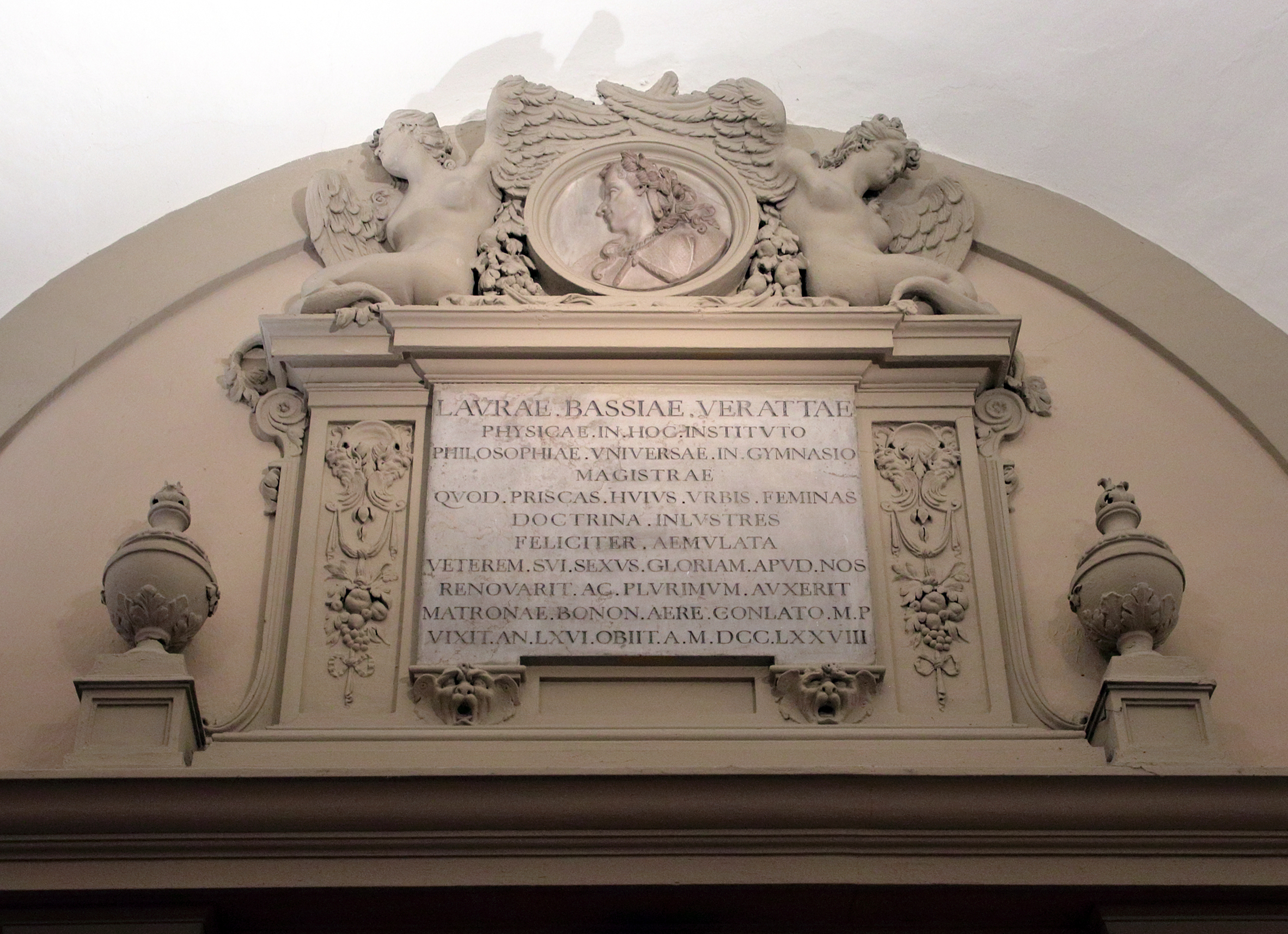
Monumento a Laura Bassi a Palazzo Poggi

- Le sono dedicati un cratere su Venere[8] e un asteroide, 15742 Laurabassi.[9]
- Nel 2019 è stato dato il suo nome alla prima nave italiana rompighiaccio per ricerche oceanografiche.
- In Austria le sono dedicati il Quality Engineering Centre of Expertise presso l'Università di Innsbruck[10] e il Centre of Visual Analytics Science and Technology presso l'Università Tecnica di Vienna.[11]
- A Bologna le sono dedicati un liceo linguistico, delle scienze sociali e musicale, già istituto magistrale, e una via della città.
- A Sant'Antimo (NA) le è dedicato un liceo statale formato da diversi indirizzi: scientifico, delle scienze umane, delle scienze applicate e linguistico.
- L'Università di Teramo le ha intitolato una delle due aule delle tesi nel Campus universitario «A. Saliceti».

## Opere
Dissertazioni presentate (con i relativi esperimenti) nelle sedute dell'Accademia delle scienze:
- Sopra la compressione dell'aria (1746)
- Sopra le bollicelle che si osservano nei fluidi (1747 e 1748)
- Sopra l'uscita dell'acqua dai fori di un vaso (1753 e 1754)
- Sopra alcune esperienze d'elettricità (1761)
- Prodromo di una serie di esperienze da fare per perfezionare l'arte della tentura (1769)
- Sopra l'elettricità vindice (1771)
- Sopra il fuoco e la facilità dei vari fluidi di riceverlo (1775)
- Su la relazione della fiamma all'aria fissa (1776)
- Sopra la proprietà che hanno molti corpi, che ritenendo più degli altri il calore, ritengono più degli altri ancora l'elettricità (1777)
- De aëris compressione
- De problemate quodam idrometrico
- De problemate quodam mecanico
- De immixto fluidis aëre
- De Bononiensi Scientiarum et Artium Instituto atque Academia Commentarii, Bononiae, L. a Vulpe, 1731-1791

Presso la Biblioteca comunale dell'Archiginnasio, nel fondo speciale «Laura Bassi e famiglia Veratti», sono conservati documenti relativi a Laura Bassi (lettere, dissertazioni, una medaglia d'argento e il relativo punzone) e una raccolta di documenti manoscritti che appartennero alle famiglie Veratti e Bassi.